# FF-952 서울
FF-952 서울 또는 간단히 서울함(-艦)은 1985년부터 2015년까지 대한민국 해군에서 운용했던 호위함으로, 울산광역시에 위치한 현대중공업 조선소에서 제작해서 만들어졌다. 2015년 퇴역한 이후 현재는 참수리급 고속정, 돌고래급 잠수정과 함께 서울특별시 마포구 망원한강공원 옆에 서울함 공원으로 재단장했다.
서울함은 1981년 대한민국 국내 기술로만 제작된 울산급 호위함의 2번함으로, 동일 함급 호위함처럼 북한의 고속정에 대응하기 위해 속도와 무기 성능을 높였다. 서울함은 1986년 2월 평택에서 대한민국 해군 제2함대에 배속되어 주력함으로 운용되었으며, 1990년 림팩에서 탑건의 영예를 차지하기도 했다. 2015년 12월 31일 진해 해군기지에서 포항급 초계함 김천함과 함께 퇴역식을 가졌다. 이후 함명 "서울"은 FFG-821 서울이 계승했다.
서울함을 비롯한 울산급 호위함은 "대한민국 제1세대 국산 전투함"으로 평가받는다. 퇴역 이후 서울특별시는 대한민국 해군본부와 협의 끝에 2017년 11월 22일 망원한강공원 일대에 서울함을 비롯한 함선 3척으로 서울함공원을 조성했으며, 서울함은 한강 변에서 박물관 배로서 역할을 하고 있다.

## 개발
1960년대부터 남북한의 긴장이 다시 고조되기 시작하면서, 대한민국 정부의 전력증강계획 그리고 미국 정부의 상호방위원조법에 따라 1963년 5월 16일 대한민국 해군은 플레처급 구축함에 속한 함선 3척을 미국 해군에게서 제공받아 충무급 구축함으로 명명했다. 충무급 구축함은 대한민국 해군이 최초로 운용한 구축함이었고 1980년대 후반까지 대한민국 영해를 수호하는 역할을 맡았다. 대한민국 해군은 1963년부터 1978년까지 15년 간 미국 해군에서 구축함 12척을 도입해 사용했으나, 1970년대부터 시작된 데탕트와 유엔의 성격 변질, 미국과 공산 국가(소련, 중화인민공화국) 간의 관계 개선, 북한의 스틱스 대함미사일 도입을 계기로 박정희 대통령은 변화하는 안보 환경에 발맞추어 1975년 7월 9일 "한국형 전투함"의 건조를 지시했다.

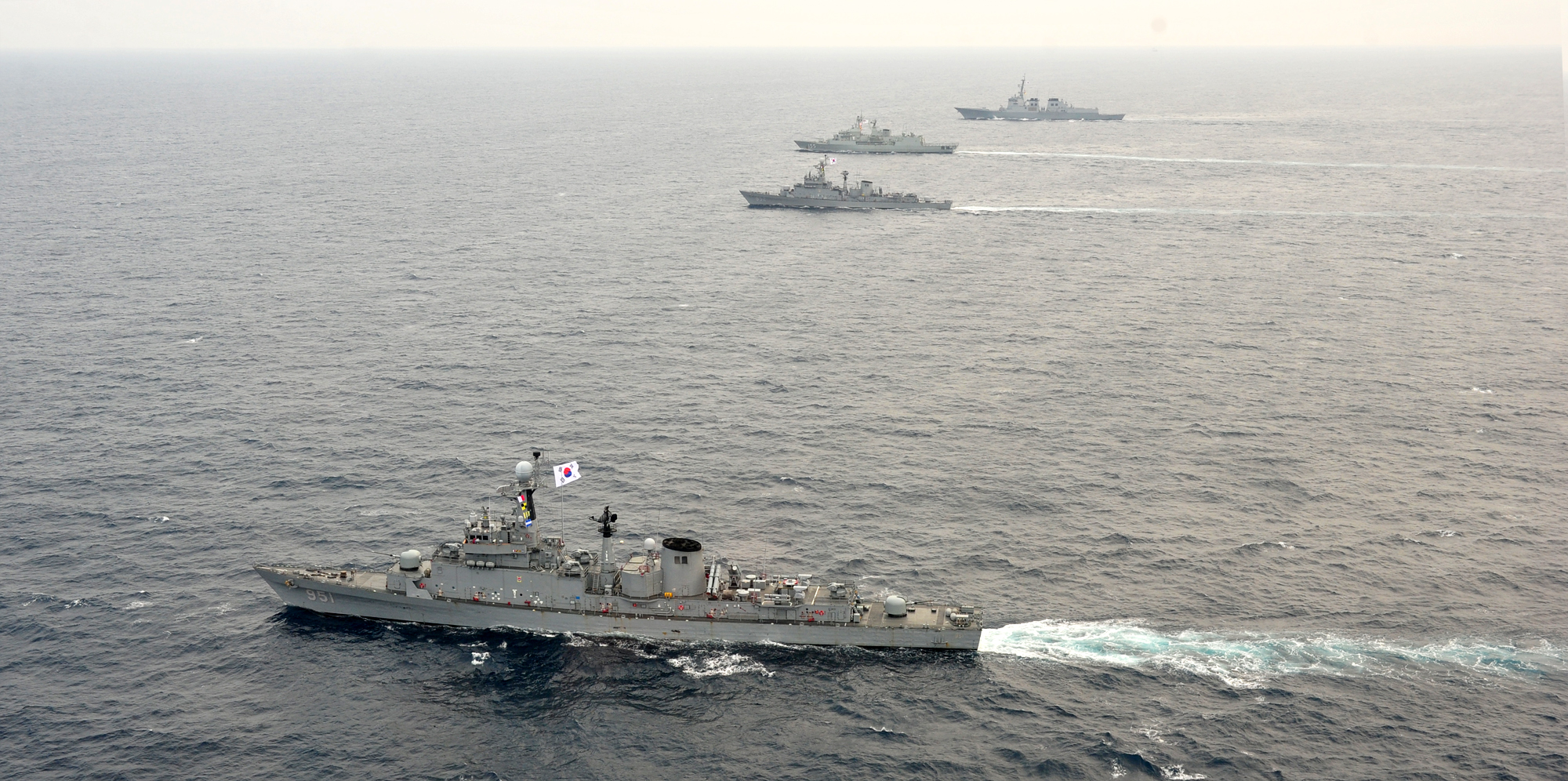
대한민국-오스트레일리아 연합훈련에 참가한 울산급 호위함.

한국형 전투함의 건조 지시 명령이 내려진 이후, 대한민국 해군은 1976년 현대중공업과 계약을 체결해 한국형 전투함의 양산을 시작했다. 1977년부터 1978년 4월까지 한국형 전투함의 기본 설계가 완료되었고, 1980년 4월 28일 한국형 전투함은 진수식을 거친 뒤 1980년 12월 31일 대한민국 해군에 도입되었고 이름은 "울산"으로 지어졌다. 그러나 울산함은 시험 과정에서부터 중량 문제가 발견되었고 취역 이후에도 많은 문제를 겪었는데, 이는 울산함의 다음 군함이었던 서울함의 취역일을 늦추는 원인이 되었다.

## 설계

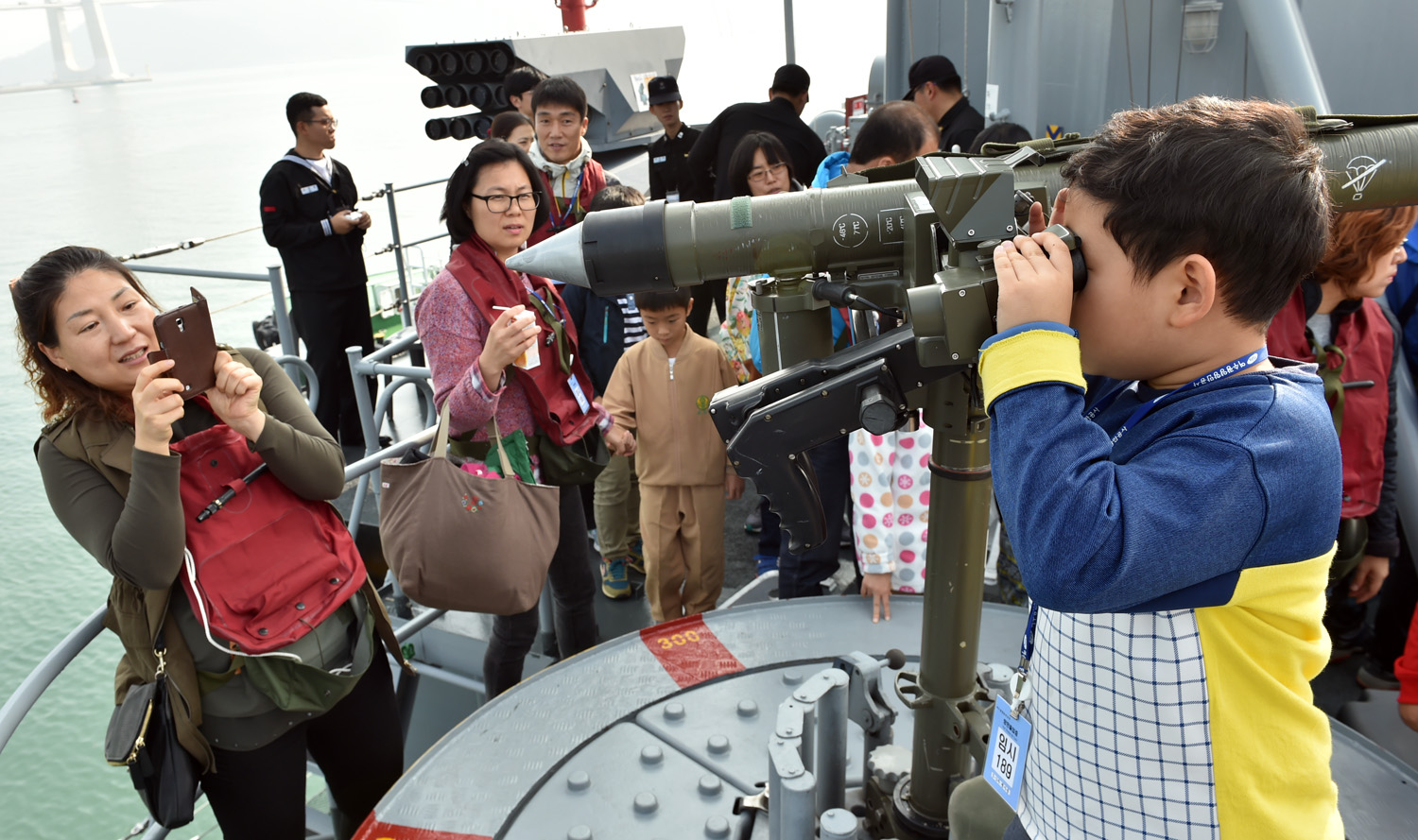
2015년 11월 해군창설 제70주년 기념으로 아이들이 함정을 체험하고 있다. 사진에 나온 미사일이 미스트랄 미사일로 서울함의 주력무기 중 하나이다.

울산급 호위함의 2번함이었던 서울함은 1983년부터 진수 과정에 들어갔다. 기함이었던 울산함에서 발견된 중량 문제를 해결하기 위해 기술자들은 뱃머리에 시멘트를 부어 중량 균형을 맞추었지만, 서울함부터 엔진실의 위치를 바꾸는 것으로 중량 문제를 해결했다. 울산함을 비롯한 울산급 호위함의 상부 선체는 알루미늄으로 제작되었고 하부는 철제를 사용했다. 울산급 호위함의 경우 저속항행에는 디젤엔진, 고속항행에는 가스엔진을 사용하는 CODOG라는 독특한 엔진 추진방식을 사용한다. CODOG를 위해 디젤엔진으로는 MTU를 사용했고, 가스엔진으로는 LM2500 가스 터빈을 사용해 항속거리와 가속성의 양립을 유지했다..
울산급 호위함의 경우 초창기 개발 당시 비용으로 인해 OTO 메랄라 76 mm 함포와 DARDO 40 mm 기관포 등 함포를 주로 장착했지만, 1970년대 중반 대한민국 해군은 엑조세와 1977년 하푼를 각각 프랑스와 미국으로부터 수입했다. 서울함은 1998년 미스트랄 미사일을 장착하기 위해 함선 개조과정을 거쳤다. 2003년부터는 한국 해군 전술 자료 체계를 개발해 모든 함정에 도입했으며, 이를 통해 서울함을 비롯한 울산급 호위함의 사격 능력과 작전 능력 역시 크게 향상되었다. DA-05 대공레이더와 SPS-10C 레이더를 탑재해 방호 능력을 향상시켰다.

## 운용

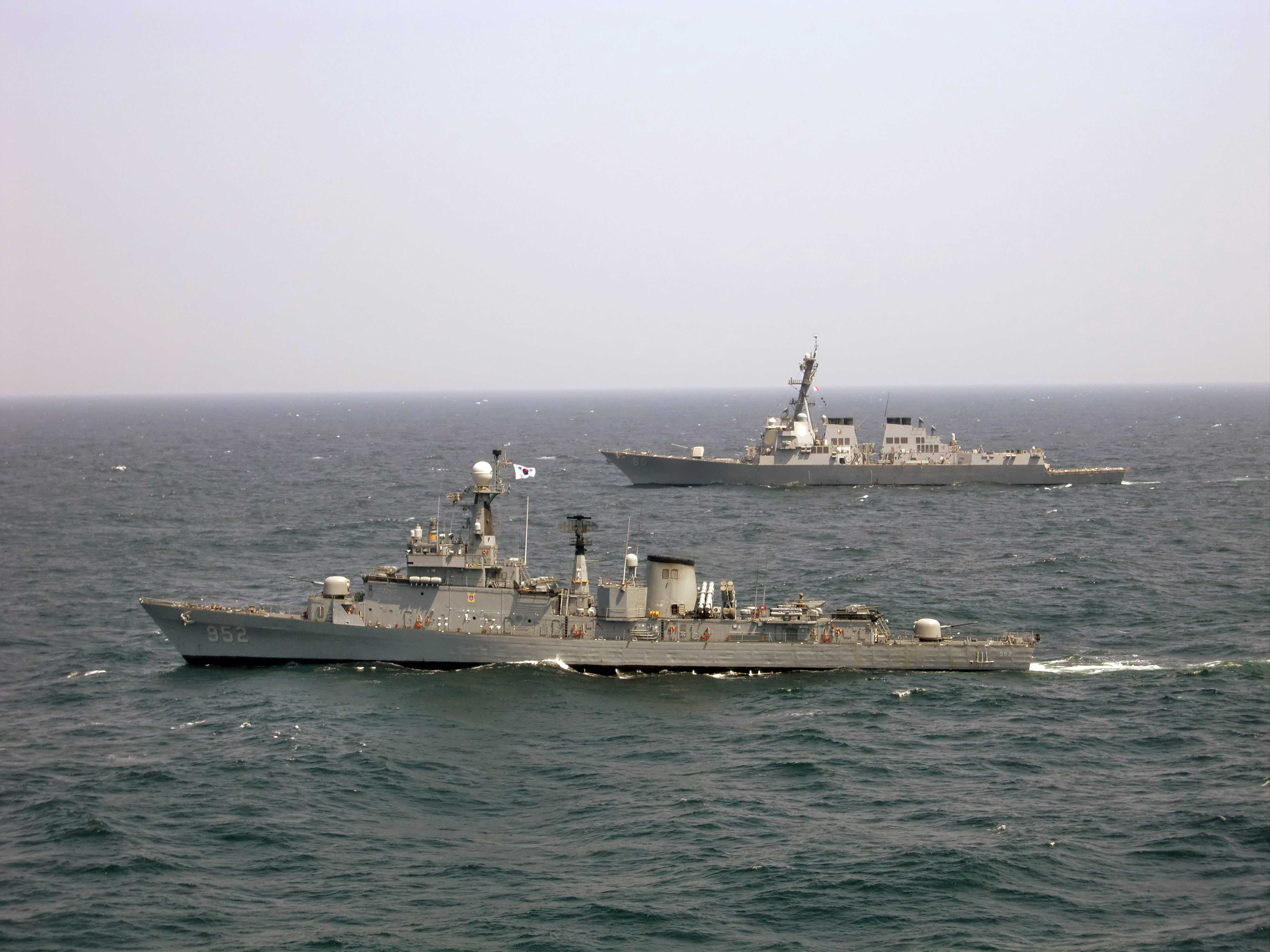
USS 맥캠벨과 서울함이 2011년 4월 합동훈련을 하고 있다.

1985년 6월 취역 당시울산급 호위함 2번함은 당시 서울시장이었던 염보현이 참석한 가운데 서울시와 자매결연을 맺었다는 것에서 유래하여 함명을 "서울"로 정했다. 서울함은 1985년 12월 14일 제5해역사령부에 배치되었다. 1985년부터 30년 동안 서울함은 수도권 서부 해역을 방어하는 임무를 수행했다. 서울함은 취역 이후 1987년, 1994년, 1998년에 생도들 위한 순항 훈련에 참가하였다. 한편 1990년에는 림팩에 참가해 "탑건"의 영예를 누리기도 했다. 1993년 서해훼리호 침몰 사고 때는 생존자 구조 작업에 나섰다.
2002년부터 2006년까지 현대화 및 개량 작업을 거치며 서울함은 어뢰음향대항체계를 탑재하게 되었다. 2011년 1월 1일 함대 재편성 과정을 거친 이후, 서울함은 제3함대에 예속되었고 목포로 이전했다. 2014년 세월호 침몰 사고 때는 대한민국 해군이 파견한 수색구조대의 일환으로 참여하기도 했다. 2015년 12월 31일, 노후화와 인천급 호위함의 도입으로 서울함은 30년의 업무를 마치고 진해 해군기지에서 포항급 초계함 김천함과 함께 퇴역했다.

## 유산

### 기타 울산급 호위함들

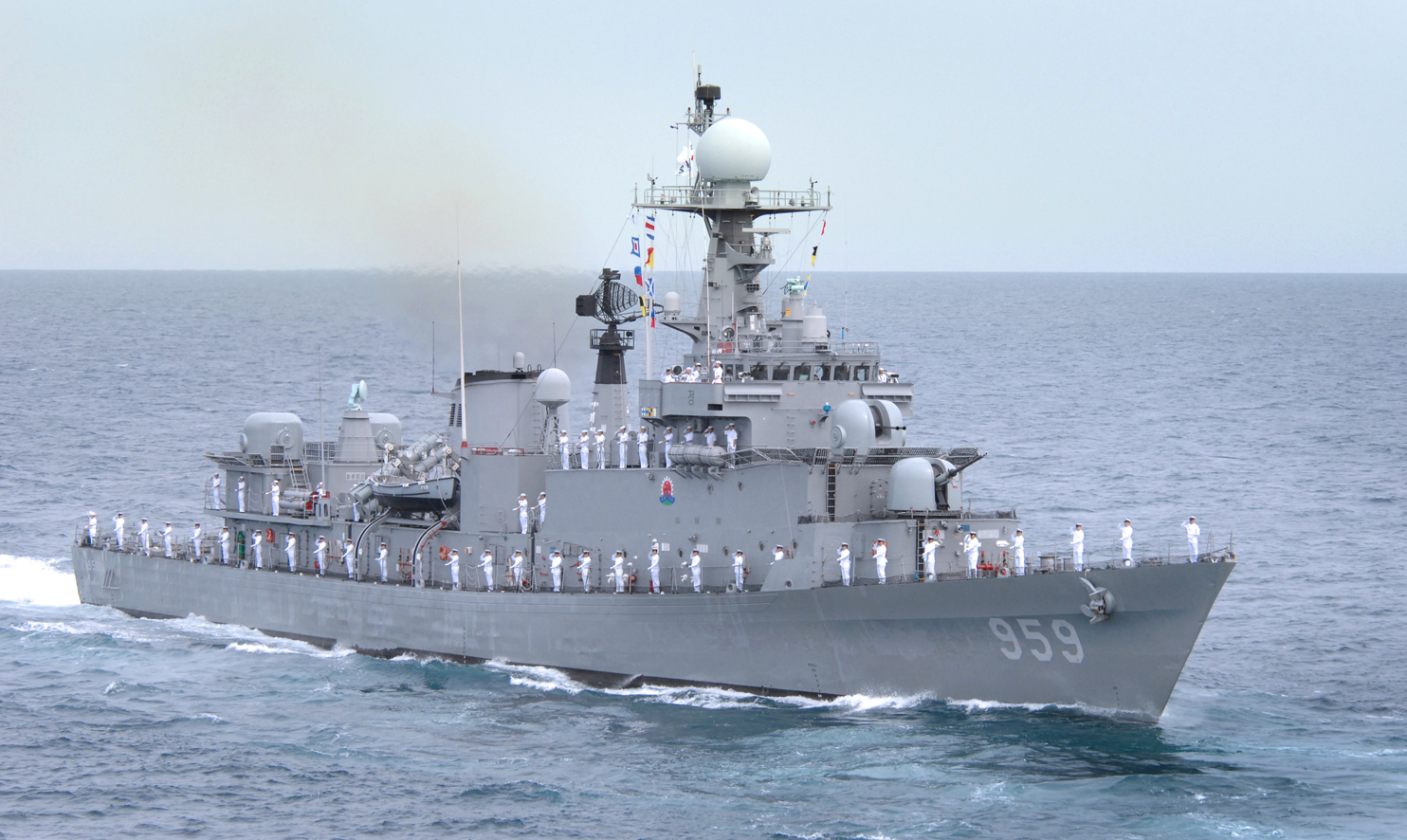
2022년 12월 30일 FF-958 제주가 퇴역하면서 대한민국 해군이 운용 중인 울산급 호위함은 FF-959 부산은 FF-961 청주만 남았다. 사진에 나오는 군함은 FF-959 부산이다.

2023년 7월 기준으로 대한민국 해군이 운용 중인 울산급 호위함은 FF-959 부산과 FF-961 청주이다. 2022년 12월 30일 FF-957 전남과 FF-958 제주가 퇴역했고, 이들은 모두 인천급 호위함과 대구급 호위함으로 대체되었다. 부산함의 경우 제1함대에 배속되어 동해를 방어하는 임무를 맡고 있고, 청주함의 경우 제2함대에 배속되어 서해를 방어하는 임무를 맡고 있다.
울산급 호위함의 퇴역은 노후화가 가장 큰 원인으로 꼽힌다. 현재 운용 중인 부산함과 청주함 역시 1992년에 취역해 31년의 운용 이력을 가지고 있다. 대한민국 정부는 1990년대 말부터 서해 연안에서 증가한 북한의 도발과 이로 인해 운용 부담이 증가한 울산급 호위함들을 대체할 새로운 호위함을 건조하기로 결정했다. 대한민국 정부는 신형 호위함 건조 사업을 FFX 사업이라 명명했으며 이후 최초의 국산 호위함급이었던 울산급 호위함에서 이름을 따 울산급 사업으로 명칭을 변경했다. 2006년부터 2016년까지 울산급 Batch-I 사업으로 인천급 호위함이 도입되었고 Batch-II 사업으로 2011년부터 대구급 호위함이 도입되었으며 2023년 현재 진행 중인 울산급 Batch-III 사업으로 충남급 호위함이 2027년까지 도입될 예정이다.

### 명칭 계승
FF-952 서울의 경우 2015년 12월 퇴역했지만, 함명 "서울"은 FFG-821 서울이 계승했다. 2019년 11월 11일 울산 현대중공업은 울산급 배치-II 사업(대구급 호위함)의 3번함의 명칭으로 "서울"을 선정했다. 방위사업청은 서울이라는 함명은 함명 제정원칙과 "서울"이라는 함명이 지니는 상징성에 기인해 이 함명을 선정했다고 밝혔다.

### 서울함공원

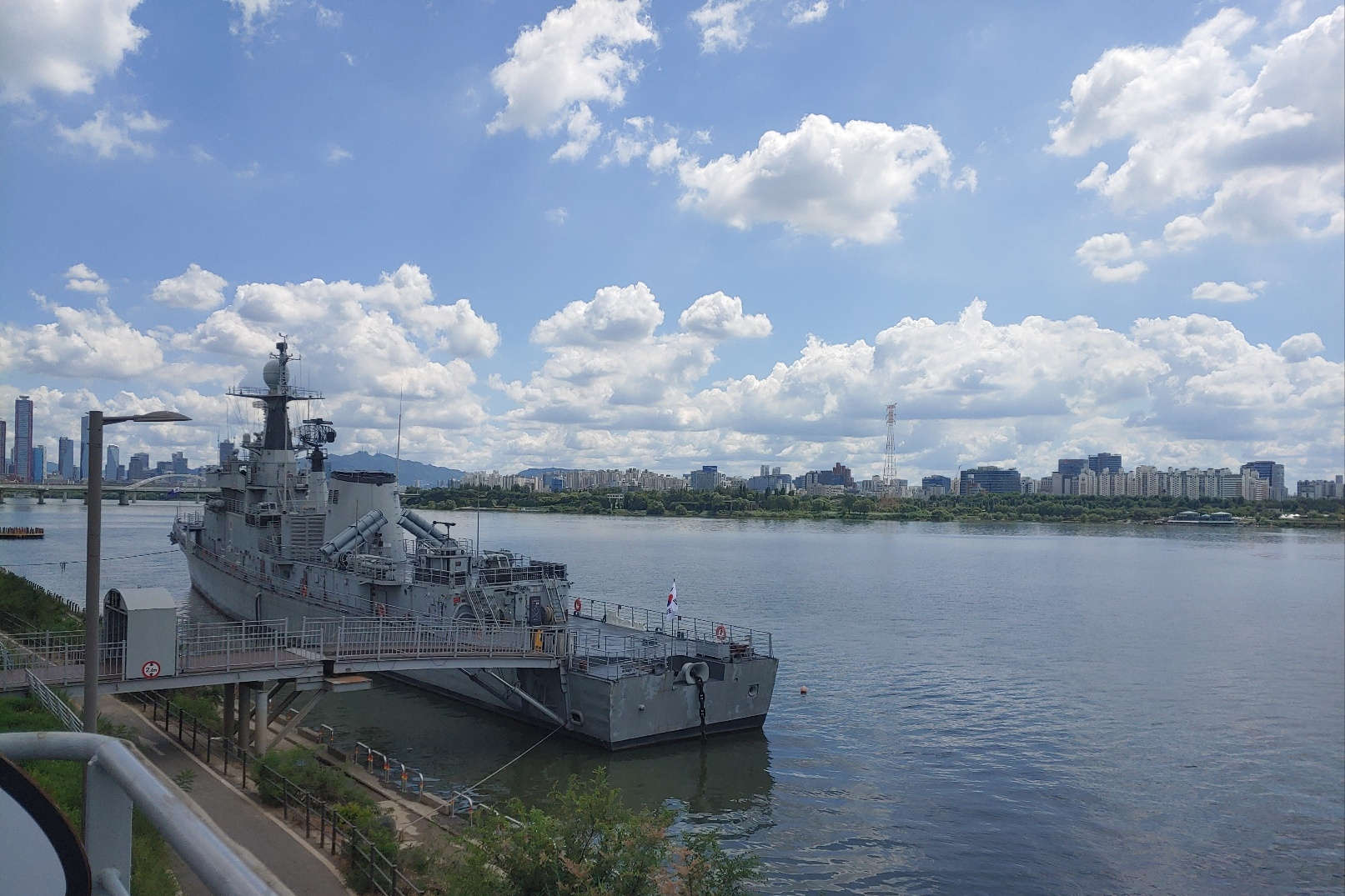
서울특별시 마포구 망원한강공원에 위치한 서울함공원. 2015년 대한민국 해군으로부터 서울시가 대여받아 박물관 배로 운용중이다.

FF-952 서울은 2017년 11월 22일 참수리급 고속정 및 돌고래급 잠수정과 함께 망원한강공원으로 이동해 서울함공원이라는 명칭으로 새로 단장했다. FF-952 서울을 한강으로 인양하던 중인 2017년 6월 27일에는 경인 아라뱃길을 이동하던 중 선미와 선수가 뱃길에 끼이는 사고가 발생해 예인 작업을 거쳤고 행주산성 인근에서 인양선이 항로를 벗어나면서 29일까지 서울특별시가 인양 작업을 추진했지만 함선이 모래톱에 갇혀 한 달 동안 움직이지 못하는 사고가 발생하기도 했다.
서울함공원은 개장 이래 약 140만 명이 다녀갔다. 성산대교를 배경으로 석양을 찍을 수 있는 포토존으로 유명하며, 호국보훈의 교육을 위한 장으로도 활용되고 있다. 대한민국 해군은 서울함공원이 위치한 망원한강공원에 천안함을 옮겨 2030년까지 해군박물관을 건립하겠다는 계획을 세우기도 했다.

## 같이 보기
- 서울함공원
- 울산급 호위함

## 참고